# Mola del Boix (el Perelló)
La Mola del Boix és una muntanya de 714 metres que es troba entre els municipis del Perelló i de Tivenys, a la comarca catalana del Baix Ebre.